# ITV格拉納達
ITV格拉納達（英語：ITV Granada），舊名格拉納達電視（Granada Television），是西北英格蘭的獨立電視網（ITV）特許經營權持有者。在1956年至1968年，其還持有約克郡地區的獨立電視網特許經營權，但播出時段僅限週一至週五（週末的ITV特許經營權業者是ABC週末電視）。格拉納達電視的母公司格拉納達股份在1990年代後收購了多家其它ITV特許經營權業者，並在2004年和卡爾頓通信股份合併成為獨立電視公司。現在西北英格蘭的獨立電視台使用「ITV」名稱播出，但「格拉納達」一名仍在地方新聞節目名得到延續。
在和卡爾頓合併之前，格拉納達是獨立電視網最大的節目供應商，佔ITV節目總量的25%。格拉納達也是1954年最初從獨立電視局（ITA）獲得特許經營權的四家業者中唯一存在至今的業者。其播出地區包括柴郡、大曼徹斯特、蘭開夏郡、默西賽德郡，以及德比郡、坎布里亞郡、北約克郡、北威爾斯的部分地區。2009年，曼島從ITV國界改為格拉納達的播出地區。
格拉納達開播於1956年5月3日，是第五家開播的ITV特許經營權業者。其標誌融合了字母「G」和一個朝北的箭頭，並經常配以標語「格拉納達：來自北方（Granada: from the North）」。
格拉納達被認為是ITV最為成功的業者。2000年，有九個格拉納達的節目被列入BFI TV 100。格拉納達最著名的節目包括《福爾摩斯探案》、《加冕街》、《成長系列》、《皇室家庭》、《皇冠上的寶石》、《故園風雨後》、《世界在行動》、《大學挑戰》、《The Krypton Factor》。格拉納達電視的著名員工有保羅·葛林葛瑞斯、迈克尔·艾普特、迈克·纽维尔、傑瑞米·伊薩克斯、安迪·哈利斯、拉塞爾·T·戴維斯、萊斯利·伍德希德、托尼·威爾森、丹·沃克。

## 歷史

### 起源

1968年之前的格拉納達播出地區

格拉納達起源於南英格蘭的電影院公司格拉納達影院（Granada Theatres Ltd）。這家公司在1930年由西德尼·伯恩斯坦（Sidney Bernstein）和塞西爾·伯恩斯坦（Cecil Bernstein）兄弟創業於多佛。公司名取自於西班牙同名城市，西德尼曾到此旅行。格拉納達影院在1934年更名為格拉納達公司（Granada Ltd），並於翌年在倫敦證券交易所上市。格拉納達影院成為新公司的子公司。
1950年代，伯恩斯坦開始涉足商業電視行業，並贏得北英格蘭的ITV特許經營權（因為這樣不會影響公司在南部的影院生意）
北部和倫敦是兩個最大的地區。因其文化傳統，格拉納達更偏好北方。北方亦提供在遠離倫敦大都市氣氛開啟新的創意產業的機會；北方是一個緊密的、本土的工業社會；在音樂、戲劇、文學、報業都有卓越的同質文化群體。而這在英國其它地方都難以發現（蘇格蘭可能是個例外）。如果你看到北方的人口密度地圖和降水量地圖，你會發現北方是一個理想的發展電視業的場所。——西德尼·伯恩斯坦在1954年決定在曼徹斯特開設格拉納達電視台的理由
伯恩斯坦考慮在利茲或曼徹斯特設立電視台總部，並最後以8.2萬英鎊的價格購買位於曼徹斯特市中心的碼頭街的一片土地用來修建總部。開播當晚的節目《Meet The People》由昆汀·雷諾茲和阿瑟·阿斯基主持。

### 早期歷史
大多數ITV特許經營商都視其播出區域是贏得倫敦特許經營權之前的墊腳石。與之相反，格拉納達決定發展其北方特徵，並以「格拉納達來自北方（Granada from the north）」、「來自北方—格拉納達（From the north—Granada）」、「格拉納達蘭（Granadaland）」作為宣傳標語。伯恩斯坦無意僱傭任何拒絕搬家至曼徹斯特的人，傑瑞米·伊薩克斯因此稱他為「和藹的暴君」。
我認為曼徹斯特現在看到的，倫敦最終也會看到。——1950年代，西德尼·伯恩斯坦希望格拉納達最終成為英國廣播業的關鍵角色。
伯恩斯坦決定修建新的攝影棚，而非租用建築或改造舊建築（這是其它ITV公司和BBC在曼徹斯特的做法）。1954年，對新攝影棚的投資導致格拉納達陷入財務困境。1956年末，格拉納達已瀕臨破產。最初的四家ITV業者都被認為將在最初數年虧損，但格拉納達的虧損高達17.5萬英鎊（相當於2011年的近350萬英鎊）。在其第一次盈利時，格拉納達的盈利額是四家業者中最少的。
格拉納達尋求倫敦平日ITV業者聯合-麗的的幫助，後者同意負擔格拉納達的部分債務；作為交換，聯合-麗的可獲得格拉納達部分利潤。格拉納達接受了這一條件。隨著ITV人氣提高，格拉納達的盈利能力也隨之增加。分析師曾質疑為何聯合-麗的、ABC和ATV在1959年賺取270萬英鎊利潤，而格拉納達的利潤不足100萬英鎊。隨著利潤增加，格拉納達試圖重新談判合同，但被聯合-麗的拒絕，導致兩者關係惡化。這一交易為麗的帶來超過800萬英鎊的利益。1960年代早期，格拉納達的肥皂劇《加冕街》大受歡迎，其廉價的遊戲節目，如《Criss Cross Quiz》和《大學挑戰》亦取得成功。

### 特許經營權變更
在1968年的ITV特許經營權變更中，格拉納達的播出範圍從北英格蘭改為西北英格蘭，約克郡成為一個單獨的特許經營權地區，由約克郡電視播出；但格拉納達的播出時間從週一至週五改為全週。伯恩斯坦對這一決定十分憤怒，並聲稱將會上訴。
格拉納達在1980年的特許經營權審查中維持了其特許，並投資數百萬英鎊用於製作電視劇，《皇冠上的寶石》、《故園風雨後》都是這一時期的作品。1980年代後期，英國的商業廣播公司被認為規模太小而無法在世界市場上競爭，ITV公司之間開始合併，目標是形成一家更大的公司。
《1990年廣播法》的實施引發了1991年ITV特許經營權競標。默西電視（英國第四台肥皂劇《布魯克賽德》的製作公司）出價3,500萬英鎊，和格拉納達（出價900萬英鎊）競爭西北英格蘭的ITV特許經營權。但因默西電視未通過獨立電視委員會規定的「品質門檻」，格拉納達順利維持特許經營權。格拉納達曾威脅稱如果失去特許經營權，將進軍衛星電視。
自1957年開始為格拉納達服務的大衛·普勞萊特在1992年辭職，理由是蓋瑞·羅賓遜的到來。後者以強硬方式緊縮預算。普勞萊特一直是格拉納達的重要人物，製作了《世界在行動》、《加冕街》等著名節目，並推廣了格拉納達攝影棚之旅。他的離開激怒了媒體業大佬：約翰·克里斯給羅賓遜發了一封傳真，稱他是「暴發戶餐飲業者」（羅賓遜之前的工作）。約翰·伯特、哈羅德·品特和阿倫·班尼特都公開支持普勞萊特。

### 併購
業界預估ITV「五巨頭」（泰晤士、LWT, 中部、格拉納達、約克郡）將併購另外十家規模較小的ITV特許經營商。格拉納達希望能和約克郡及泰恩提茲合併，以「對抗東南部潛在的統治地位」，以及可能被泰晤士併購。1993年12月，格拉納達對LWT發起敵對性併購。LWT認為格拉納達雖然市值是其三倍，但並不能提供太多好處。格拉納達最後在1994年完成併購。此後格拉納達繼續擴張，在1997年以6.52億英鎊的價格併購約克郡-泰恩提茲電視；在2000年以1.75億英鎊的價格併購UNM的電視部門（包括盎格利亞、子午線，以及HTV的部分部門）。一年後，格拉納達收購了國界電視。2002年時，英格蘭和威爾斯的全部ITV業者均由格拉納達或卡爾頓所有。
格拉納達財務狀況欠佳，並在2001年以遊客減少為由停止格拉納達攝影棚之旅，並且還關閉了格拉納達電影。數位電視的出現降低了ITV的收視率，而和網路的競爭則減少了廣告收入。ITV數位的失敗導致格拉納達和卡爾頓損失超過10億英鎊，在2001年至2003年降低了公司的價值。

### ITV格拉納達和ITV各公司的統一
2002年10月28日，格拉納達更名為ITV1格拉納達。和其它ITV業者類似，格拉納達不再以獨自名義播出節目。
在獲得政府同意後，格拉納達和卡爾頓合併。2004年2月2日，兩家公司共組獨立電視公司。格拉納達擁有新公司68%的股份，卡爾頓擁有32%。獨立電視公司侯任董事長迈克尔·菲利普·格林被股東罷免，大多數新董事會成員來自格拉納達。卡爾頓員工被併入格拉納達業務或裁員。四個新部門中，有三個由格拉納達員工領導。
2006年11月開始，除了《格拉納達報告》之外，「格拉納達」一詞全面從電視中消失。2009年，ITV將其各部門中的格拉納達品牌刪除，格拉納達美國更名為ITV工作室美國。

### 現在
ITV在2009年裁員600人，實際關閉了利茲的攝影棚，並在倫敦裁撤更多崗位，但格拉納達相對受影響較輕。在2009年的ITV地方新聞裁撤中，格拉納達是三個不受影響的地區之一。
按Ofcom的要求，ITV的節目中有50%需要在倫敦以外製作。但這一目標在2007年和2008年並未完全實現。2013年3月25日，ITV耗資8,000萬英鎊，將其在曼徹斯特的部門遷入英國媒體城，維持曼徹斯特在北部的中心地位。

## 攝影棚

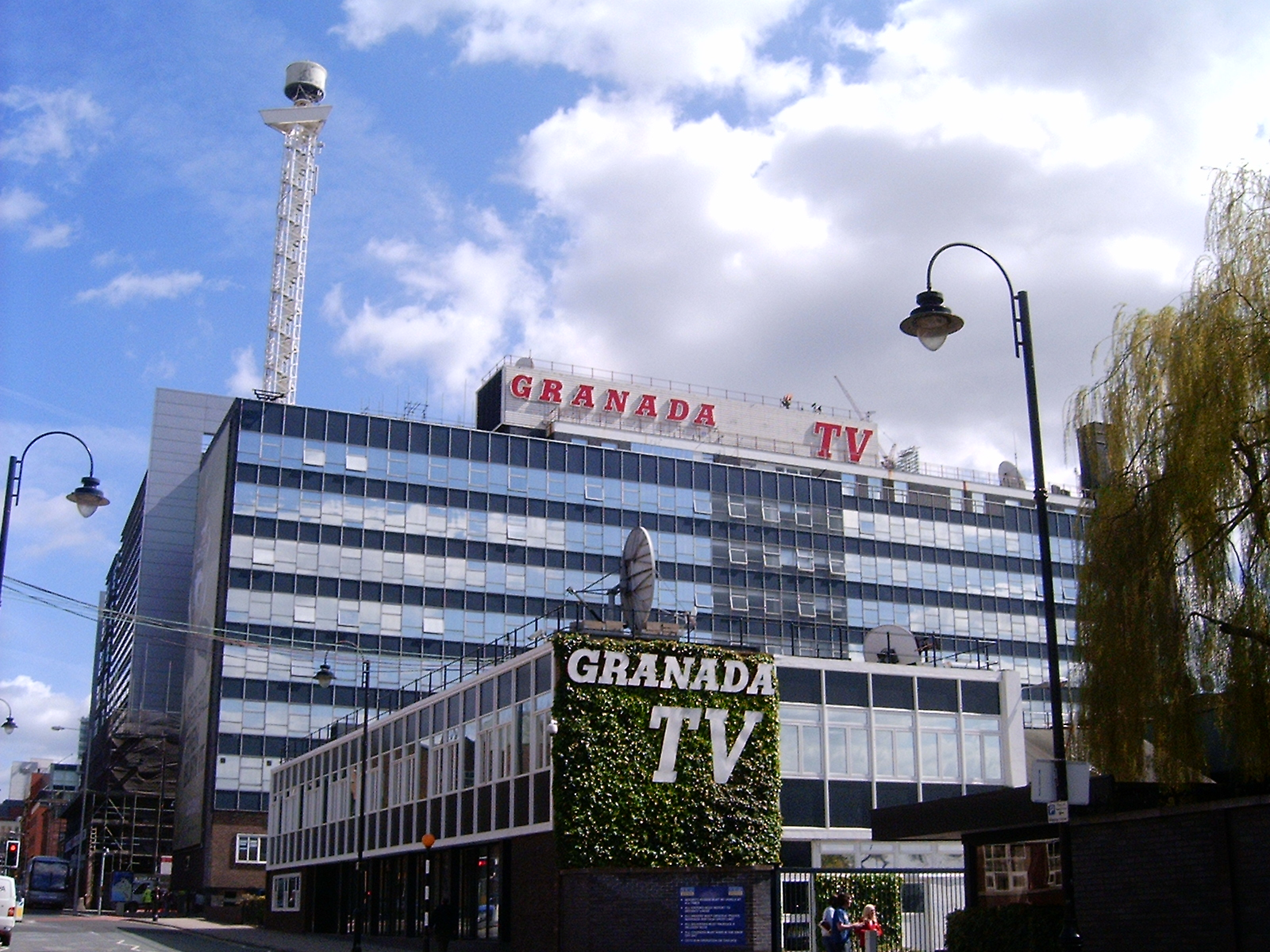
格拉納達攝影棚

在獲得特許經營權至正式開播的這段時間內，格拉納達在碼頭街修建了新的攝影棚。該地據傳曾是墓地，但在1772年至1960年的12張地圖並無證據支持這一說法。格拉納達攝影棚比BBC電視中心更早啟用四年，是英國第一個電視專用攝影棚。伯恩斯坦誇大了攝影棚的規模，讓格拉納達看起來足以匹敵BBC，他僅給攝影棚進行偶數編號，令其看起來有12個攝影棚，但實際上僅有6個。
2010 年 9 月，位于 Quay Street 的 Granada Studios 屋顶和入口上著名的 1950 年代红色地标“Granada TV”标志在维修后发现严重腐蚀后，出于安全原因被拆除[52]。[53]有些人声称这些标志将被归还。[54]的科学与工业博物馆（MOSI）已登记在继承的迹象，认为它曼彻斯特文化遗产重要的兴趣。[55]
2010年9月，格拉納達攝影棚屋頂上的紅色「Granada TV」標誌及攝影棚在碼頭街的入口被拆除。標誌在維修時發現已嚴重被腐蝕，因安全原因而不得不被拆除。曾有消息稱這一標誌將還給格拉納達。但科學產業博物館亦有意收藏這一標誌，認為其是曼徹斯特文化遺產的重要象徵。

### 搬遷
在2004年ITV合併之後，ITV曾考慮出售碼頭街的攝影棚，員工、攝影棚、辦公區均搬進了附近的大廈。ITV預計BBC將買下這片土地，但BBC決定搬至位於索爾福德碼頭的英國媒體城。ITV則考慮搬遷至英國媒體城對面的曼徹斯特船舶運河特拉福德碼頭（Trafford Wharf），並在2008年達成原則性協議。
2009年3月，在經濟蕭條之中，格拉納達宣布將留在碼頭街。但遭管理層變動後，談判在2010年1月重新開始。兩年後的2010年12月16日，格拉納達宣布將和索爾福德大學一同遷入英國媒體城的橙色大樓，並計劃在特拉福德碼頭修建攝影棚，用來拍攝ITV旗艦肥皂劇《加冕街》。工程在2011年9月6日開始施工，計劃在2012年竣工。ITV格拉納達在2013年3月25日遷入英國媒體城。

## 節目

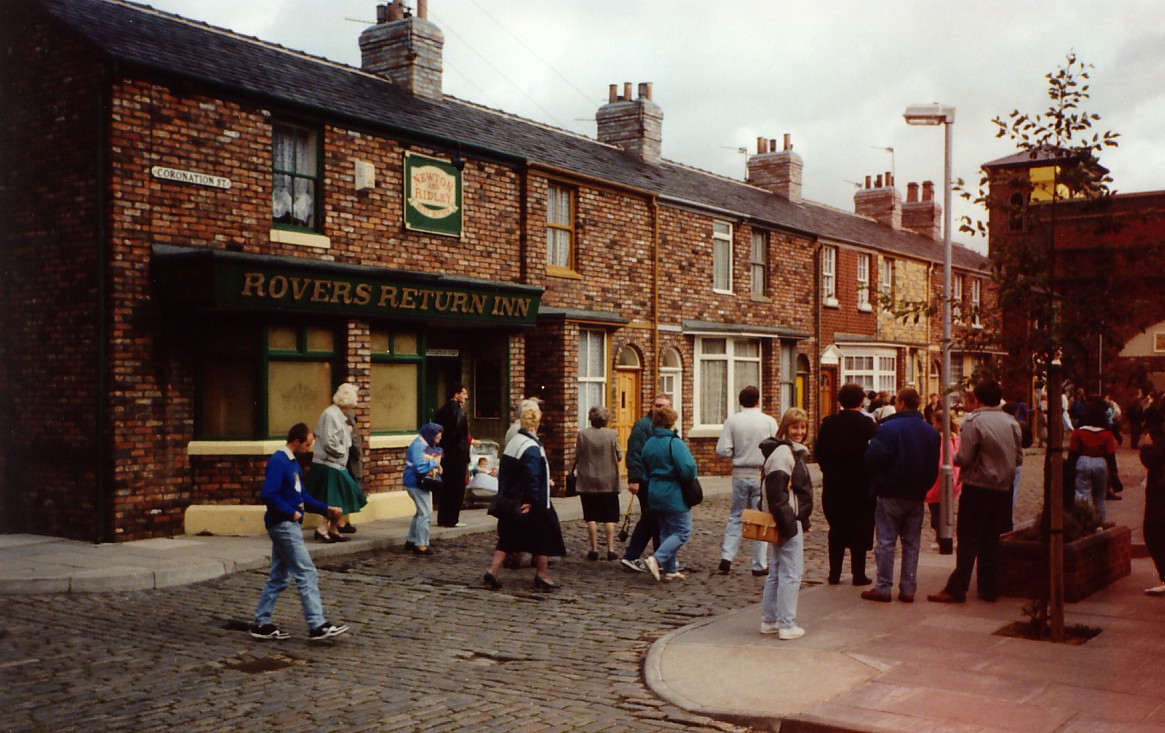
《加冕街》的拍攝現場

1958年，格拉納達報道了1958年羅奇代爾補選，這是英國電視業第一次報道選舉。同時格拉納達還播出了兩場候選人辯論。
格拉納達在紀錄片領域上有很高成就。例如1964年開始播出的《成長系列》是一項社會實驗，追踪14名7歲英國兒童的人生。該節目每隔7年追踪一次觀察對象的人生，觀察他們的希望和抱負是否實現。這部紀錄片被譽為史上最佳紀錄片之一，最新一期在2019年播出。《成長系列》曾是紀錄片節目《世界在行動》（在1963年至1998年播出）的一部分。該節目雖然獲獎，但亦引發爭議。《世界在行動》是一檔硬派的調查報道節目，其製作人格斯·麥克唐納稱該節目「生來傲慢」。保羅·格林格拉斯稱大衛·普勞萊特告訴他「不要忘記，你的工作是製造麻煩」。 《世界在行動》揭露了1985年倫敦警察廳弊案、1991年皇室家庭漏稅等問題，並在1985年掀起一場運動以證明伯明翰六人組的清白。
《加冕街》是一部經典的描寫北方勞工階級的肥皂劇，開播於1960年12月9日，最初計劃播出13週，但現已成為世界播出時間最長的肥皂劇，現在仍在播出。此外格拉納達還製作過《福爾摩斯探案》、《皇冠上的寶石》、《故園風雨後》等電視劇。
長壽競猜節目亦是格拉納達的招牌節目。《大學挑戰》播出於1962年至1987年，並在1994年由BBC再次播出（但由格拉納達製作）。播出於1977年至1995年的《報紙說什麼》是格拉納達最長壽的節目之一，自1956年開始播出。

## 評價

### 獎項和榮譽
格拉納達以其強大的節目製作能力而著稱。1999年，ITV收視率最高的八個節目都是由格拉納達製作；英國收視率最高的節目中，有30%由格拉納達製作。2005年，ITV原創節目中有63%由格拉納達製作。在1954年自ITA獲得獨立電視特許經營權的業者中，格拉納達是唯一存在至今的業者。

#### 對曼徹斯特中心的批評
在其經歷過的三次特許經營權競標中，競爭對手都提出了比格拉納達更高的價格，但因格拉納達廣受尊敬而未能取代格拉納達。競爭對手聲稱格拉納達過於曼徹斯特中心，忽視了利物浦地區，並需要顧及整個全西北英格蘭。格拉納達的大多數節目在曼徹斯特製作，而2005年格拉納達和曼徹斯特市議會共同慶祝其開播50週年進一步加強了其曼徹斯特中心的看法。
格拉納達增加了其對利物浦的投資，在1986年將其地方新聞節目製作搬至阿爾伯特碼頭。但在2000年代早期，地方新聞又搬回碼頭街製作。格拉納達在上午播出的節目《今晨》曾長期在利物浦阿爾伯特碼頭製作，但在1996年因難以邀請名人從倫敦至利物浦製作節目為由而搬遷至倫敦攝影棚製作。

#### 對《世界在行動》和《今夜》的批評
格拉納達大膽的紀錄片為其製造了眾多法律案件。1998年，格拉納達在兩起案件中賠償200萬英鎊，分別是錯誤指控三名倫敦警察廳警察涉嫌隱瞞謀殺案；以及聲稱馬莎百貨坐視其供應商使用童工。
《世界在行動》在1998年被停播，且被《今夜》節目取代。該節目雖然有被認為不夠硬派的批評，但同樣引起批評。該節目在2003年播出的紀錄片《Living with Michael Jackson》被迈克尔·杰克逊威脅將發起法律訴訟。《Living with Michael Jackson》在英國有1,500萬觀眾收看，報紙稱傑克遜在這部紀錄片被負面描寫。傑克遜最後並未提起訴訟。

## 外部連結
- itv.com上《ITV Granada 》的資料
- ITV Granada at Ofcom
- 3SixtyMedia （页面存档备份，存于） Granada Studios website
- Granada Television （页面存档备份，存于）
- Granada Television